# 沈杜公路
沈杜公路是中華人民共和國上海市閔行區和浦東新區一條東西走向道路，西起杜行輪渡站，東至滬南公路接瑞和路。全長11.3公里。道路原名沈召公路，名稱來自起訖點南匯縣境內的沈莊和上海縣境內的召樓。始建於1930年代中期。1960年，國營召樓農場對道路進行改建。1980年，上海縣新建杜行輪渡站到召樓的杜召公路。1981年5月，沈召公路與杜召公路合併為沈杜公路。1998年，閔行區境內的沈杜公路進行大修。